# Oliver Stark
Pour les articles homonymes, voir Stark.
Oliver Jones, dit Oliver Stark, né le 27 juin 1991 à Londres, en Angleterre, est un acteur britannique.
Il est connu pour son rôle d'Evan « Buck » Buckley dans la série télévisée américaine 9-1-1 (2018-).

## Biographie
Oliver Stark, est né à Londres en Angleterre. Il a un grand frère. Il a également une marque de naissance sur l’œil gauche. "Stark" est le nom de jeune fille de la grand-mère d'Oliver.
Il a fréquenté la Hendon School de Londres et a suivi une formation au North London Performing Arts Centre et a peaufiné son jeu grâce à plusieurs courts-métrages et quelques spectacles sur scène.

### Carrière
En 2015, il décroche son premier rôle régulier avec Into the Badlands, la série des créateurs de Smallville dans le rôle de Ryder. Il a participé lors des deux premières saisons entre le 15 novembre 2015 et le 21 mai 2017 sur AMC.
En 2016, il décroche le rôle de Gregor dans le 5ème volet de la franchise Underworld: Blood Wars de Anna Foerster aux côtés de Kate Beckinsale et Theo James.
En octobre 2017, il rejoint le casting principal de la série télévisée 9-1-1 créée par Ryan Murphy et Brad Falchuk dans le rôle de Evan « Buck » Buckley aux côtés de Peter Krause, Angela Bassett, Aisha Hinds, Kenneth Choi  et Connie Britton. La série est diffusée depuis le 3 janvier 2018 sur la Fox, et depuis le 14 mars 2024 sur la chaîne ABC.

## Filmographie

### Cinéma
- 2012 : Community de Jason Ford : Pack Leader
- 2013 : Les Aventures extraordinaires d'un apprenti détective : Glocky
- 2014 : Montana : Cal
- 2015 : Hard Tide : Alfie Fisher
- 2016 : Underworld: Blood Wars de Anna Foerster : Gregor
- 2017 : MindGamers de Andrew Goth : Dylan

### Télévision
- 2011 : Casualty : Kyle DeNane (saison 26, épisode 12)
- 2013 : Luther : Shaun Butler (saison 3, épisode 3)
- 2013 : Dracula : PC Barraclough (saison 1, épisode 8)
- 2015 - 2017 : Into the Badlands : Ryder (rôle régulier - 16 épisodes)
- depuis 2018 : 9-1-1 : Evan « Buck » Buckley (rôle principal)
- 2021 : 9-1-1 : Lone Star : Evan « Buck » Buckley (saison 2 épisode 3)

## Distinctions
Sauf indication contraire, les informations mentionnées dans cette section peuvent être confirmées par la base de données cinématographiques IMDb,  présente dans la section « Liens externes ».
| Année | Prix                                 | Catégorie                  | Nomination | Résultat   |
| ----- | ------------------------------------ | -------------------------- | ---------- | ---------- |
| 2018  | 20e cérémonie des Teen Choice Awards | Meilleure révélation       | 9-1-1      | Nomination |
| 2019  | 21e cérémonie des Teen Choice Awards | Meilleur acteur dramatique | 9-1-1      | Nomination |